# Macrobrachium iheringi
Macrobrachium iheringi är en kräftdjursart som först beskrevs av Ortmann 1897.  Macrobrachium iheringi ingår i släktet Macrobrachium och familjen Palaemonidae. Inga underarter finns listade i Catalogue of Life.